# Gora Sredinnaja
Gora Sredinnaja är ett berg i Antarktis. Det ligger i Östantarktis. Australien gör anspråk på området. Toppen på Gora Sredinnaja är 1 016 meter över havet.
Terrängen runt Gora Sredinnaja är huvudsakligen kuperad, men åt sydväst är den platt.  Trakten är obefolkad. Det finns inga samhällen i närheten.